# Гостродзьобик Шляйхера
Гостродзьобик Шляйхера (Oxyrrhynchium schleicheri) — вид мохів порядку гіпнобрієвих (Hypnales).

## Поширення
Ареал охоплює такі частини світу: Європа, Азія.

## Галерея

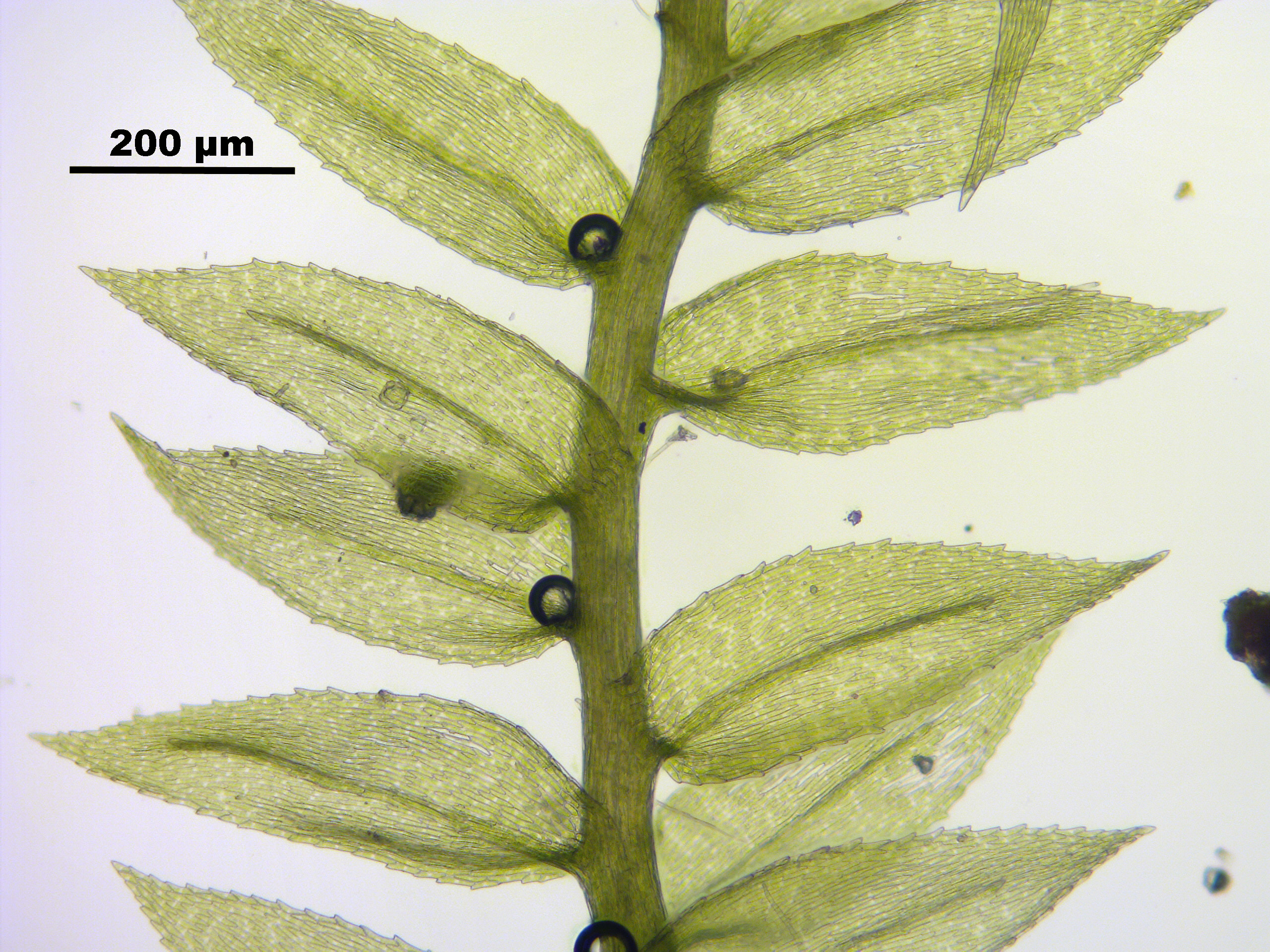
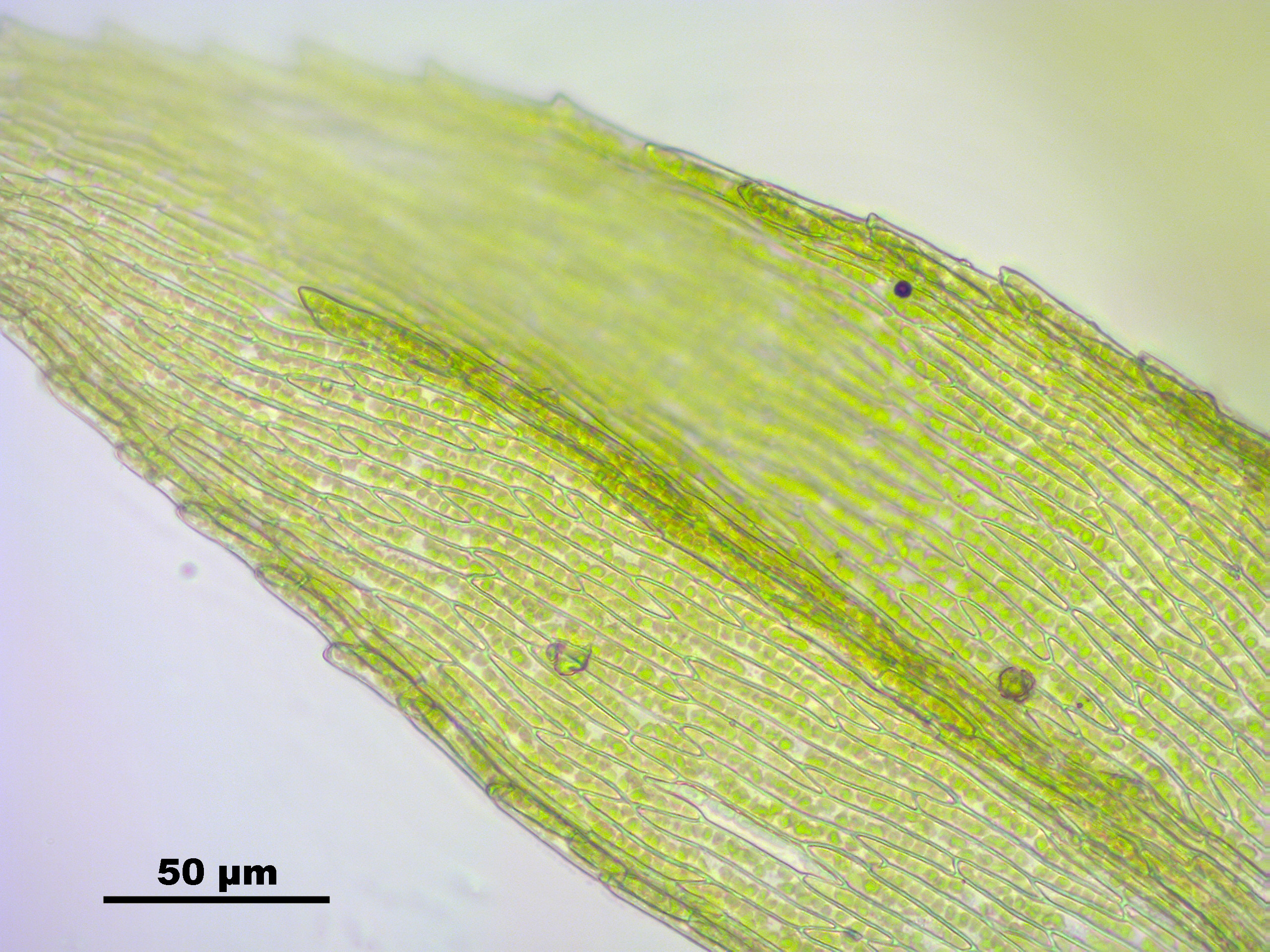